# Ettlingen
Ettlingen là một thị trấn ở huyện Karlsruhe, bang Baden-Württemberg, Đức. Đô thị này có cự ly khoảng 8 km (4,97 mi) (5 mi (8,05 km).) về phía nam thành phố Karlsruhe. Ettlingen là đô thị lớn thứ nhì ở huyện Karlsruhe, sau Bruchsal.
Đô thị này có diện tích 56,74 km², dân số thời điểm 31 tháng 12 năm 2006 là 48.875 người.

Ettlingen
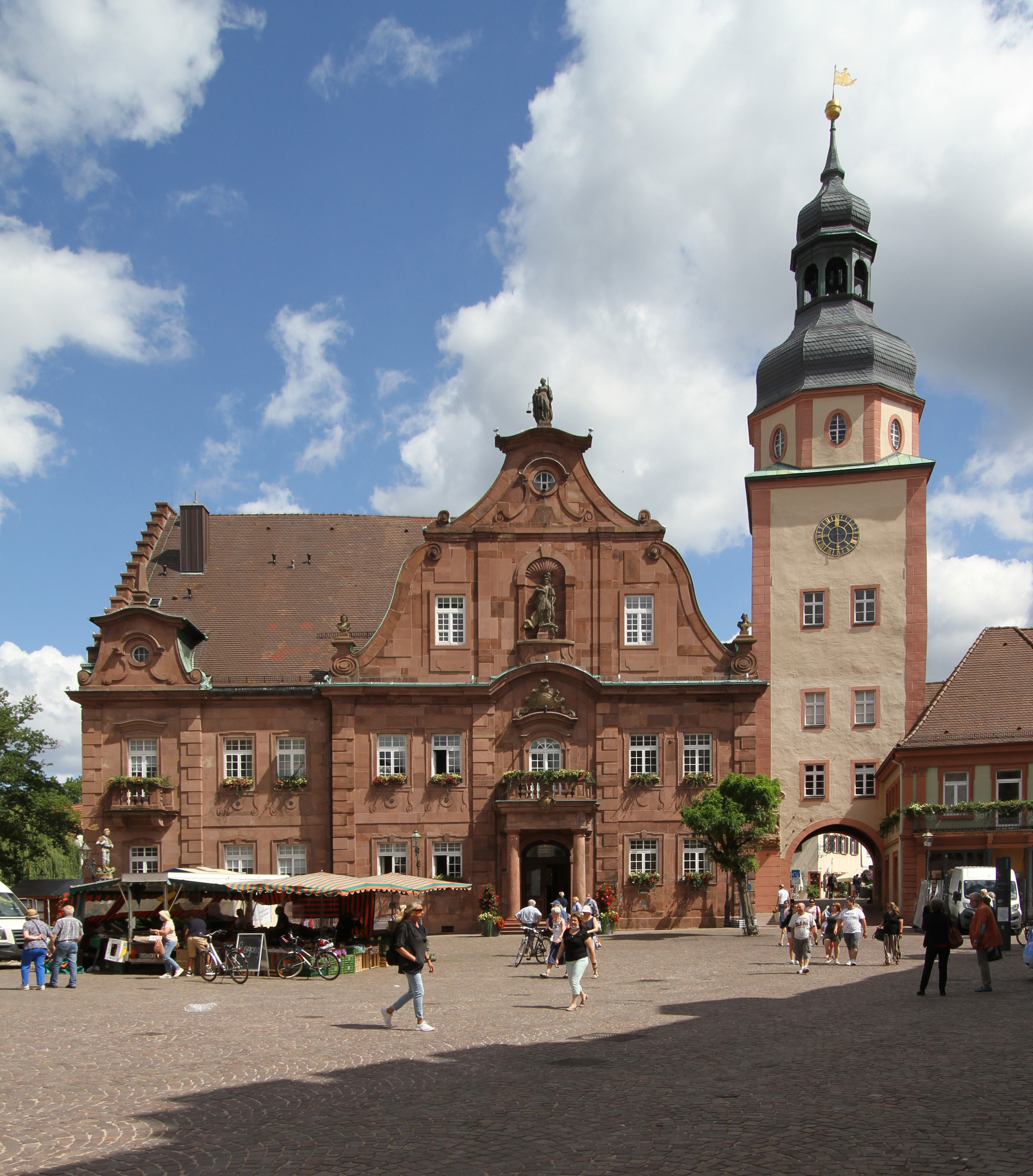
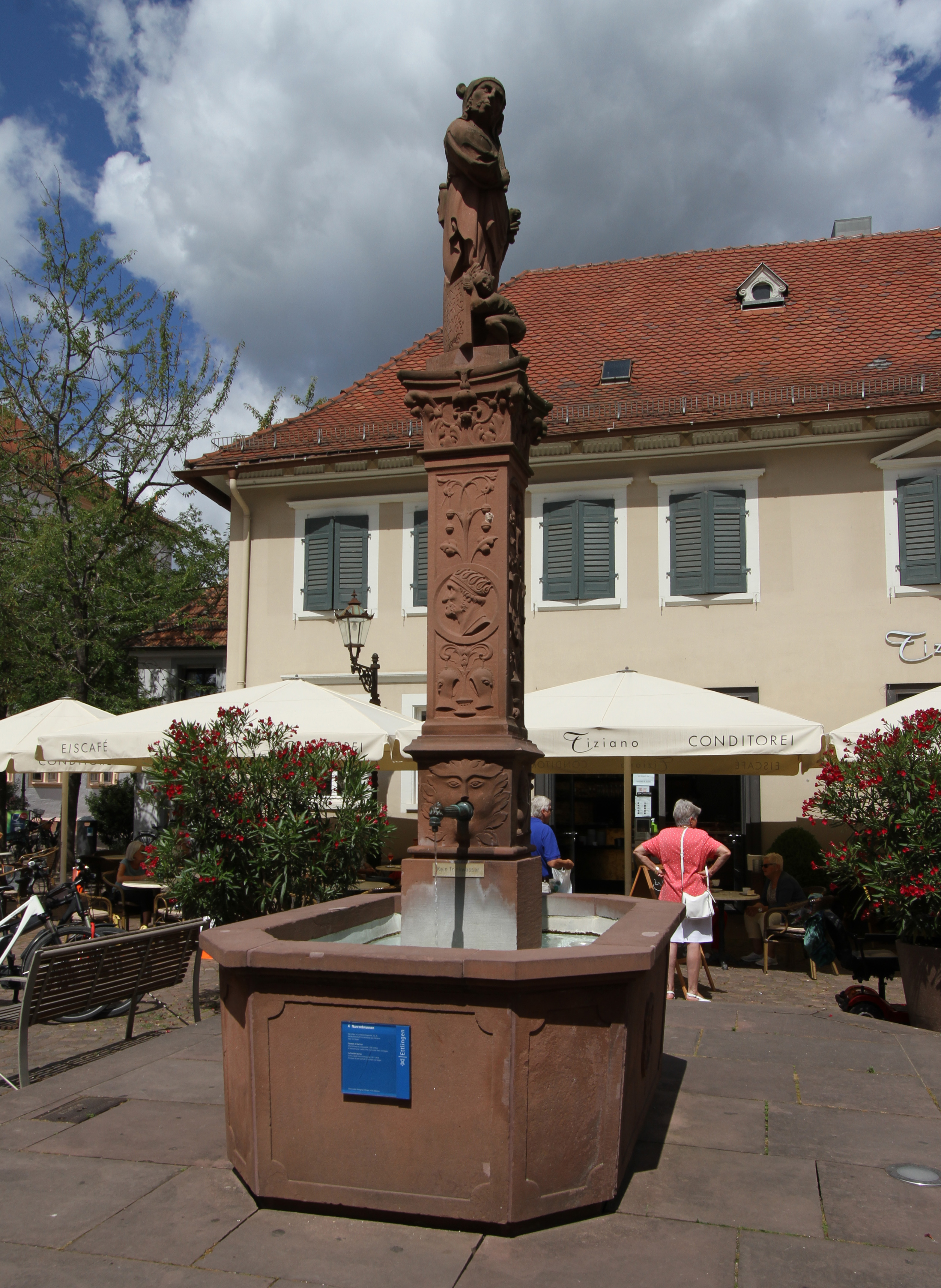
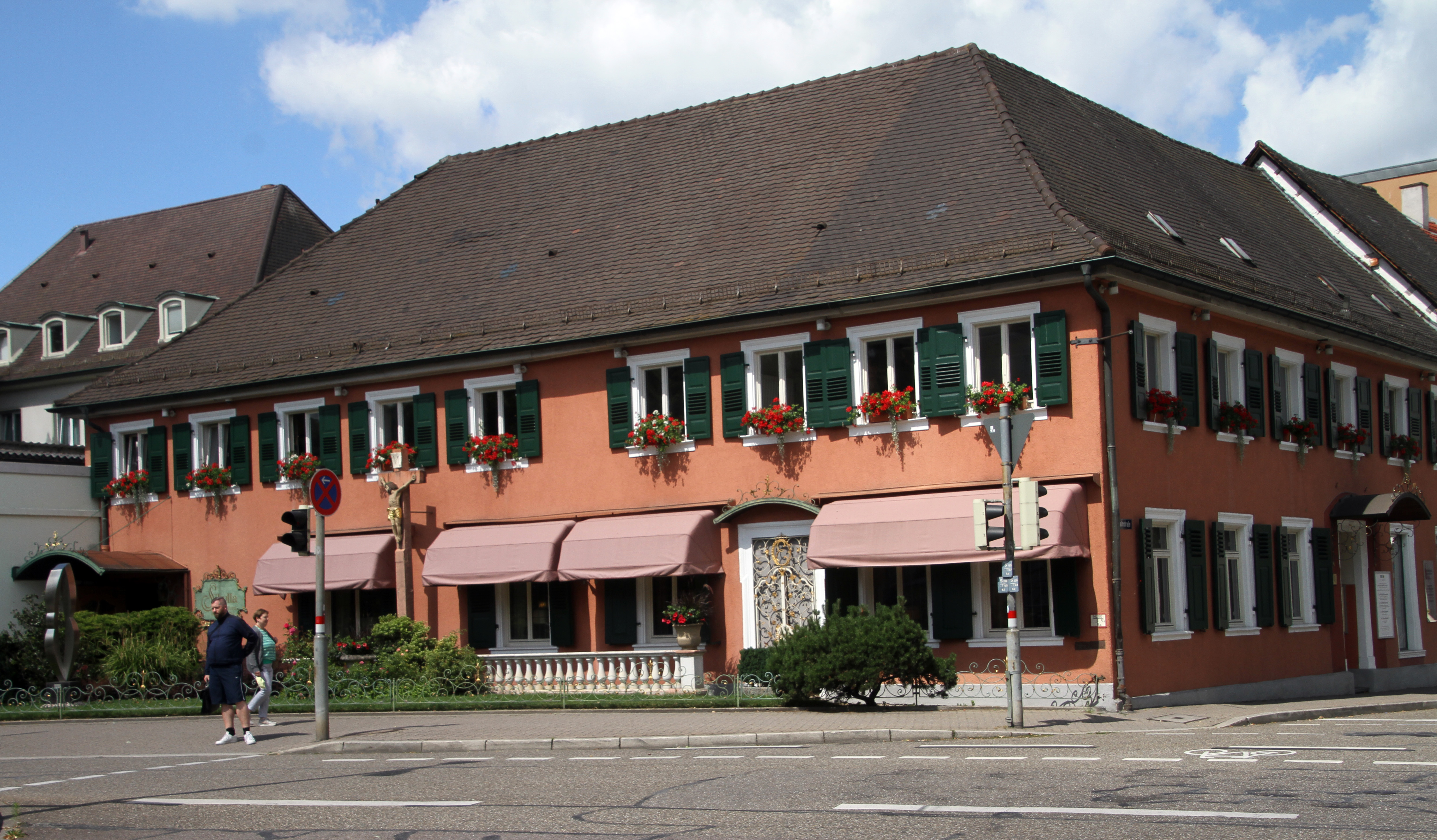
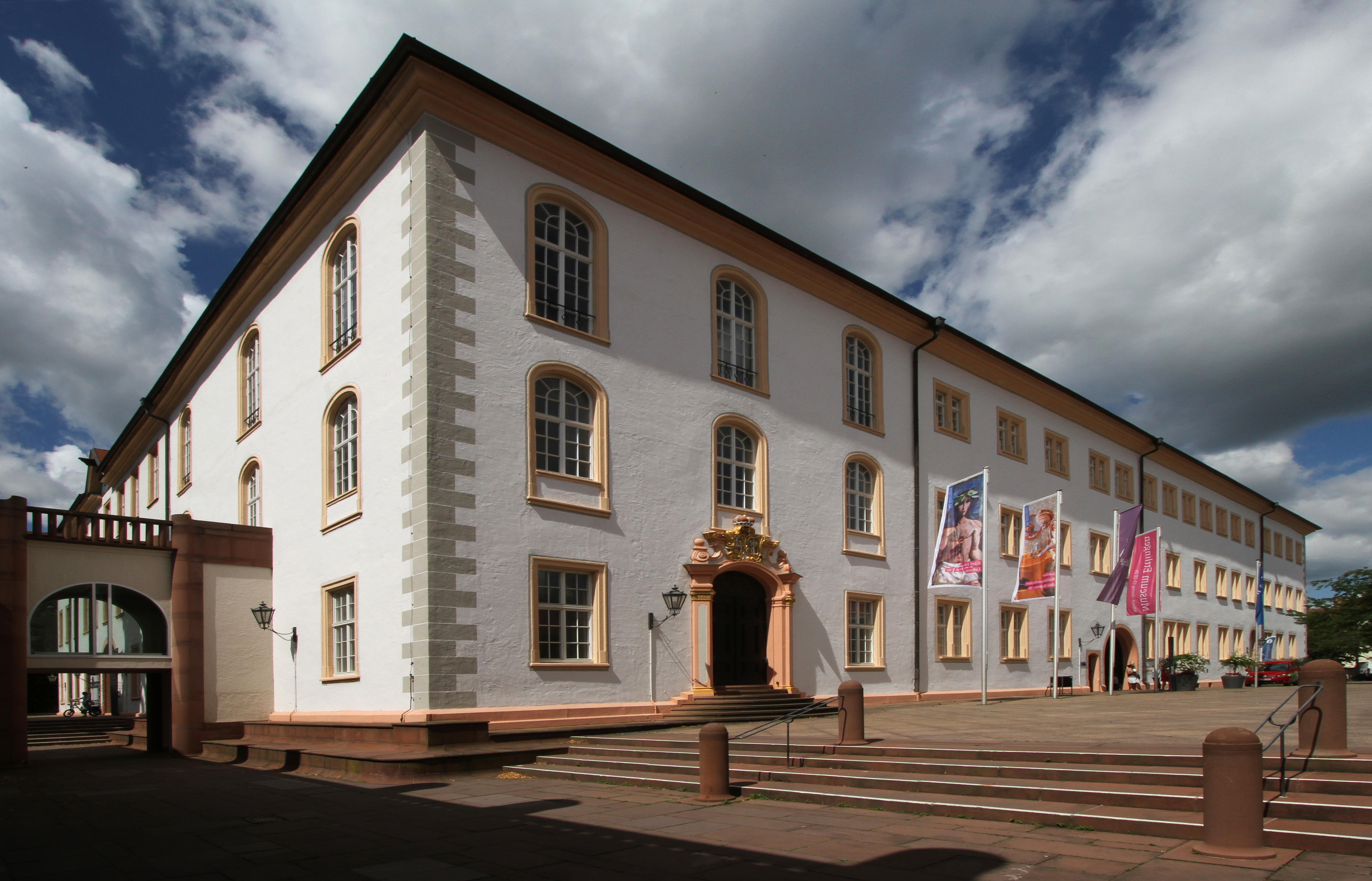
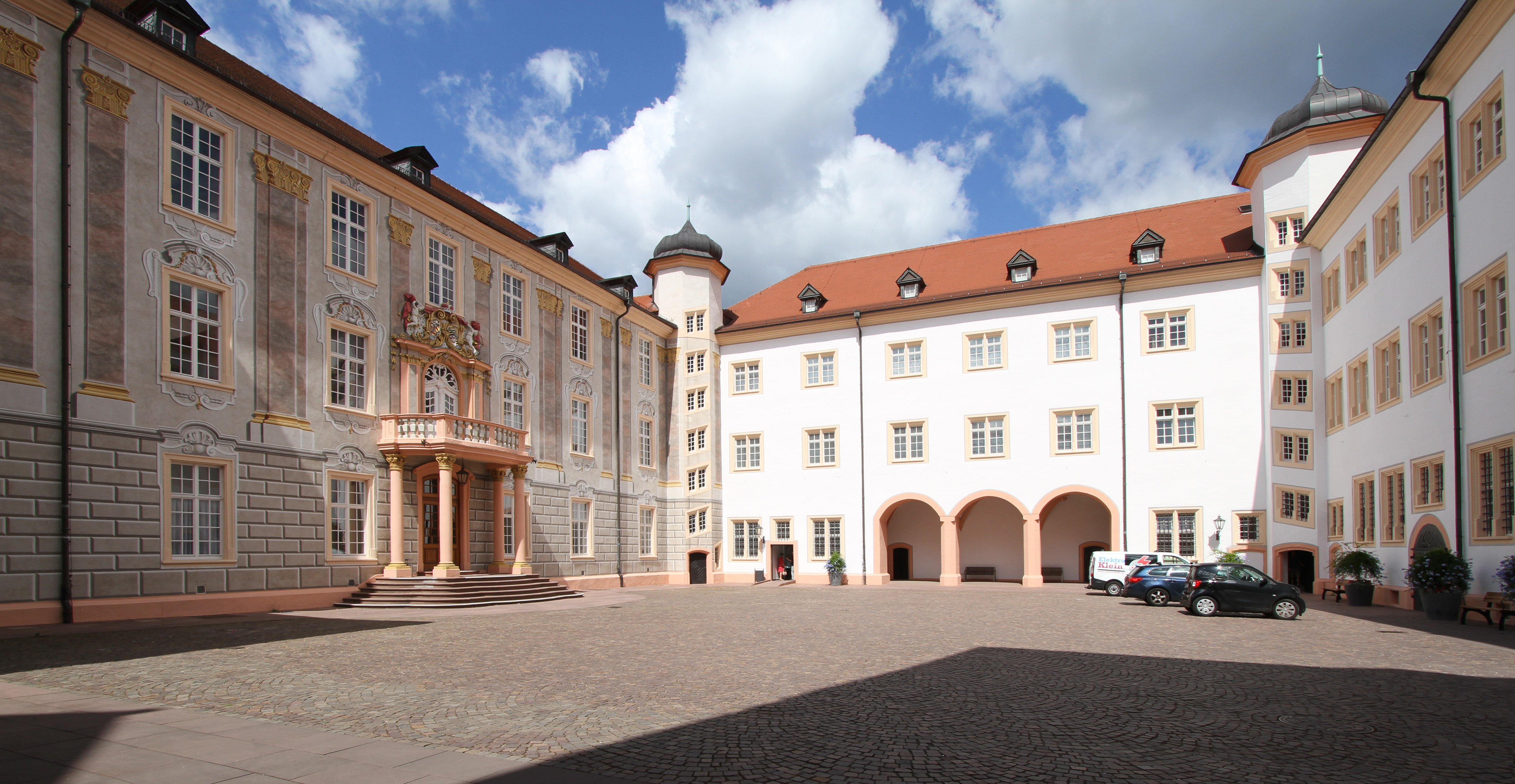
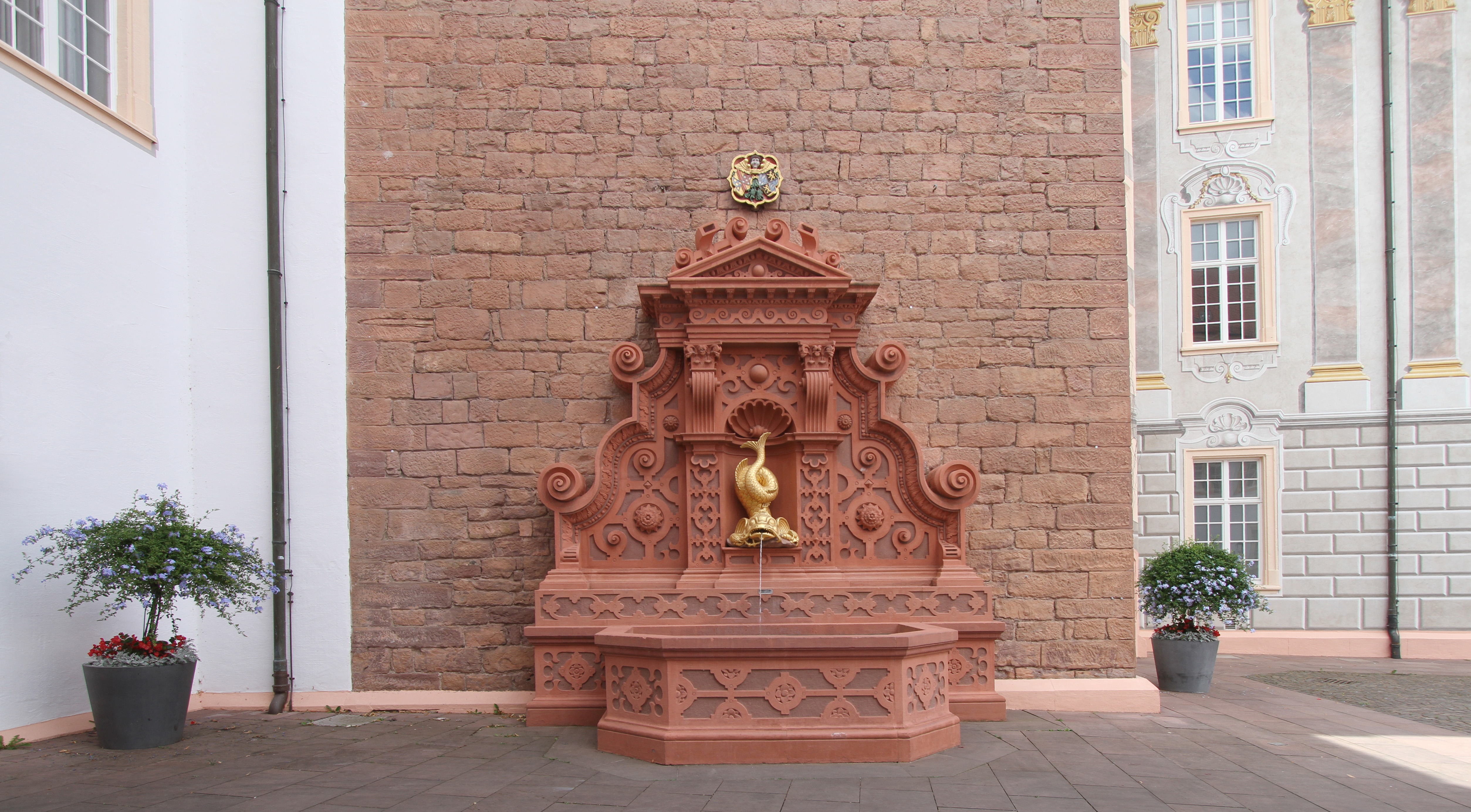
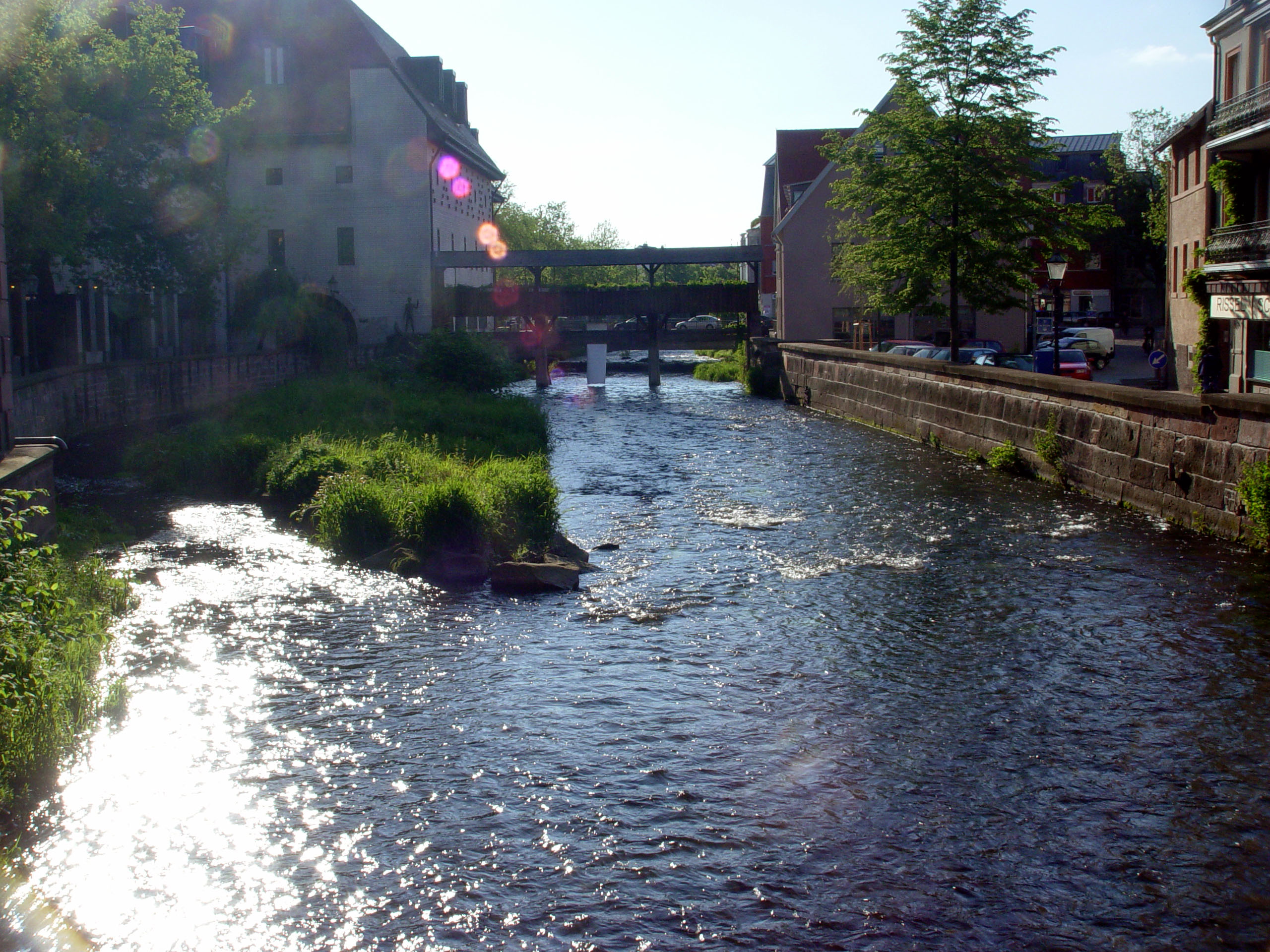
Sông Alb ở Ettlingen